# OR4D11
OR4D11 (англ. Olfactory receptor family 4 subfamily D member 11) – білок, який кодується однойменним геном, розташованим у людей на короткому плечі 11-ї хромосоми. Довжина поліпептидного ланцюга білка становить 311 амінокислот, а молекулярна маса — 34 969.
| 10         |  | 20         |  | 30         |  | 40         |  | 50         |
| ---------- |  | ---------- |  | ---------- |  | ---------- |  | ---------- |
| MELGNVTRVK |  | EFIFLGLTQS |  | QDQSLVLFLF |  | LCLVYMTTLL |  | GNLLIMVTVT |
| CESRLHTPMY |  | FLLRNLAILD |  | ICFSSTTAPK |  | VLLDLLSKKK |  | TISYTSCMTQ |
| IFLFHLLGGA |  | DIFSLSVMAF |  | DCYMAISKPL |  | HYVTIMSRGQ |  | CTALISASWM |
| GGFVHSIVQI |  | SLLLPLPFCG |  | PNVLDTFYCD |  | VPQVLKLTCT |  | DTFALEFLMI |
| SNNGLVTTLW |  | FIFLLVSYTV |  | ILMTLRSQAG |  | GGRRKAISTC |  | TSHITVVTLH |
| FVPCIYVYAR |  | PFTALPTEKA |  | ISVTFTVISP |  | LLNPLIYTLR |  | NQEMKSAMRR |
| LKRRLVPSER |  | E          |  |            |  |            |  |            |

A: Аланін

C: Цистеїн

D: Аспарагінова кислота

E: Глутамінова кислота

F: Фенілаланін

G: Гліцин

H: Гістидин

I: Ізолейцин

K: Лізин

L: Лейцин

M: Метіонін

N: Аспарагін

P: Пролін

Q: Глутамін

R: Аргінін

S: Серин

T: Треонін

V: Валін

W: Триптофан

Кодований геном білок за функціями належить до рецепторів, g-білокспряжених рецепторів, білків внутрішньоклітинного сигналінгу. 
Локалізований у клітинній мембрані, мембрані.